# Schloss Lupow
Schloss Lupow war ein Schloss im hinterpommerschen Lupow (Łupawa) in der Gemeinde Potęgowo.

## Geschichte
Eine erste Burg, das Feste Haus Canitz, wurde von den von Zitzewitz erbaut. Dieser Herrschaftssitz wurde im Dreißigjährigen Krieg zerstört. Das Schloss entstand an der Wende des 17. und 18. Jahrhunderts, als Joachim Ernst von Grumbkow 1683 auf den Ruinen der zerstörten Burg ein Schloss errichtete. Joachims Sohn Philipp Otto von Grumbkow ließ das Innere des Schlosses umbauen. Nach der polnischen Übernahme der Region wurde das Gebäude 1946 vom Staatlichen Landwirtschaftsbetrieb Malczkowo übernommen. Ab den 1970er Jahren war der Bau baufällig und wurde Anfang der 1980er Jahre bis auf die Grundmauern abgerissen.

## Bauwerk
Das Anwesen bestand aus zwei, zueinander senkrecht stehenden Häusern. Das eine war ein typisches eingeschossiges Landhaus mit dreifenstriger Oberstube, die mit einem Türmchen gekrönt war. Daneben wurde später ein zweigeschossiges Haus mit Mittelrisalit angefügt.